# Peucaea
Peucaea is een geslacht van vogels uit de familie van de Amerikaanse gorzen. Tot 2011 waren deze soorten ondergebracht in het geslacht Aimophila.

## Soorten
De volgende soorten zijn bij het geslacht ingedeeld:
- Peucaea aestivalis – Dennengors
- Peucaea botterii – Botteri's gors
- Peucaea carpalis – Roestvleugelgors
- Peucaea cassinii – Cassins gors
- Peucaea humeralis – Zwartborstgors
- Peucaea mystacalis – Teugelgors
- Peucaea ruficauda – Roeststaartgors
- Peucaea sumichrasti – Kaneelstaartgors